# Copa da Áustria de Futebol
A ÖFB-Cup é o principal torneio eliminatório de clubes de futebol na Áustria.

## História
A  ÖFB-Cup é disputada desde 1919, com exceção de 1939 até 1945, e o período entre 1950 e 1958, quando a competição detinha pouco interesse.
Devido a Eurocopa de 2008, disputada na Áustria nesta temporada, ela teve apenas a presença de clubes amadores, ganhando a equipe do SV Horn. Com 27 títulos o Áustria Viena é o maior campeão.

## Titulo por clube
| Clube                                                              | Títulos | Vices | Ano dos títulos | Ano dos vices                                                                                  |
| ------------------------------------------------------------------ | ------- | ----- | --- | ---------------------------------------------------------------------------------------------- |
| Áustria Viena                                                      | 27      | 12    | 1921, 1924, 1925, 1926, 1933, 1935, 1936, 1948, 1949, 1960, 1962, 1963, 1967, 1971, 1974, 1977, 1980, 1982, 1986, 1990, 1992, 1994, 2003, 2005, 2006, 2007, 2009 | 1920, 1922, 1927, 1930, 1931, 1947, 1964, 1984, 1985, 2004, 2013, 2015                         |
| SK Rapid Viena                                                     | 14      | 16    | 1919, 1920, 1927, 1946, 1961, 1968, 1969, 1972, 1976, 1983, 1984, 1985, 1987, 1995                                                                               | 1929, 1934, 1959, 1960, 1966, 1971, 1973, 1986, 1990, 1991, 1993, 2005, 2017, 2019, 2023, 2024 |
| FC Red Bull Salzburg                                               | 9       | 5     | 2012, 2014, 2015, 2016, 2017, 2019, 2020, 2021, 2022 | 1974, 1980, 1981, 2000, 2018                                                                   |
| Wacker Innsbruck (6/3) Swarovcki Tirol (1/2) Tirol Inssbruck (0/1) | 7       | 6     | 1970, 1973, 1975, 1978, 1979, 1989, 1993 | 1976, 1982, 1983, 1987, 1988, 2001                                                             |
| SK Sturm Graz                                                      | 7       | 4     | 1996, 1997, 1999, 2010, 2018, 2023, 2024 | 1948, 1975, 1998, 2002                                                                         |
| Admira Wacker (0/6) SK Admira Viena (5/0) SC Wacker Viena (1/1)    | 6       | 7     | 1928, 1932, 1934, 1947, 1964, 1966 | 1923, 1979, 1989, 1992, 1996, 2009, 2016                                                       |
| Grazer AK                                                          | 4       | 2     | 1981, 2000, 2002, 2004 | 1962, 1968                                                                                     |
| First Vienna FC                                                    | 3       | 6     | 1929, 1930, 1937 | 1925, 1926, 1936, 1946, 1961, 1997                                                             |
| Wiener AC                                                          | 3       | 3     | 1931, 1938, 1959 | 1928, 1932, 1935                                                                               |
| SV Ried                                                            | 2       | 2     | 1998, 2011 | 2012, 2022                                                                                     |
| Wiener Sport-Club                                                  | 1       | 7     | 1923 | 1919, 1921, 1937, 1938, 1969, 1972, 1977                                                       |
| LASK Linz                                                          | 1       | 5     | 1965 | 1963, 1967, 1970, 1999, 2021                                                                   |
| FC Kärnten                                                         | 1       | 1     | 2001 | 2003                                                                                           |
| Wiener AF                                                          | 1       | –     | 1922 | –                                                                                              |
| Kremser SC                                                         | 1       | –     | 1988 | –                                                                                              |
| SV Stockerau                                                       | 1       | –     | 1991 | –                                                                                              |
| SV Horn                                                            | 1       | –     | 2008 | –                                                                                              |
| FC Pasching                                                        | 1       | –     | 2013 | –                                                                                              |
| Wolfsberger                                                        | 1       | –     | 2025 | –                                                                                              |
| FC Linz                                                            | –       | 2     | – | 1978, 1994                                                                                     |
| SV Mattersburg                                                     | –       | 2     | – | 2006, 2007                                                                                     |
| SC Austria Lustenau                                                | –       | 2     | – | 2011, 2020                                                                                     |
| Sk Slovan Viena                                                    | –       | 1     | – | 1924                                                                                           |
| Brigitenauer AC                                                    | –       | 1     | – | 1933                                                                                           |
| SK Vorwärts Steyr                                                  | –       | 1     | – | 1949                                                                                           |
| Wiener Neustädter SC                                               | –       | 1     | – | 1965                                                                                           |
| DSV Leoben                                                         | –       | 1     | – | 1995                                                                                           |
| SV Feldkirchen                                                     | –       | 1     | – | 2008                                                                                           |
| SC Wiener Neustadt                                                 | –       | 1     | – | 2010                                                                                           |
| St. Pölten                                                         | –       | 1     | – | 2014                                                                                           |
| Hartberg                                                           | –       | 1     | – | 2025                                                                                           |

## Finais
| Temporada | Campeão                                           | Resultado                                         | Finalista                                         | Estádio                                                  |                                                   |
| --------- | ------------------------------------------------- | ------------------------------------------------- | ------------------------------------------------- | -------------------------------------------------------- | ------------------------------------------------- |
| 1918–19   | SK Rapid Viena                                    | 3–0                                               | Wiener Sport-Club                                 | Hütteldorfer Platz                                       |                                                   |
| 1919–20   | SK Rapid Viena                                    | 5–2                                               | Amateure Viena                                    | Simmeringer Had                                          |                                                   |
| 1920–21   | Amateure Viena                                    | 2–1                                               | Wiener Sport-Club                                 | Hohe Warte Stadion, Viena                                |                                                   |
| 1921–22   | Wiener AF                                         | 2–1                                               | Amateure Viena                                    | Hohe Warte Stadion, Viena                                |                                                   |
| 1922–23   | Wiener Sport-Club                                 | 3–1                                               | Wacker Viena                                      | Hohe Warte Stadion, Viena                                |                                                   |
| 1923–24   | Amateure Viena                                    | 4–4 (8–6 pen.)                                    | SK Slovan Viena                                   | Simmeringer Had                                          |                                                   |
| 1925      | Amateure Viena                                    | 3–1                                               | First Vienna FC                                   | Hohe Warte Stadion, Viena                                |                                                   |
| 1925–26   | Amateure Viena                                    | 4–3                                               | First Vienna FC                                   | Hohe Warte Stadion, Viena                                |                                                   |
| 1926–27   | SK Rapid Viena                                    | 3–0                                               | Austria Viena                                     | Hohe Warte Stadion, Viena                                |                                                   |
| 1927–28   | Admira Viena                                      | 2–1                                               | Wiener AC                                         | Hohe Warte Stadion, Viena                                |                                                   |
| 1928–29   | First Vienna FC                                   | 3–2                                               | SK Rapid Viena                                    | Hohe Warte Stadion, Viena                                |                                                   |
| 1929–30   | First Vienna FC                                   | 1–0                                               | Austria Viena                                     | Pfarrwiese                                               |                                                   |
| 1930–31   | Wiener AC                                         |                                                   | Austria Viena                                     | (Sistema de Liga)                                        |                                                   |
| 1931–32   | Admira Viena                                      | 6–1                                               | Wiener AC                                         | Wiener Stadion, Viena                                    |                                                   |
| 1932–33   | Austria Viena                                     | 1–0                                               | Brigittenauer AC                                  | Wiener Stadion, Viena                                    |                                                   |
| 1933–34   | Admira Viena                                      | 8–0                                               | SK Rapid Viena                                    | Wiener Stadion, Viena                                    |                                                   |
| 1934–35   | Austria Viena                                     | 5–1                                               | Wiener AC                                         | Wiener Stadion, Viena                                    |                                                   |
| 1935–36   | Austria Viena                                     | 3–0                                               | First Vienna FC                                   | Wiener Stadion, Viena                                    |                                                   |
| 1936–37   | First Vienna FC                                   | 2–0                                               | Wiener Sport-Club                                 | Wiener Stadion, Viena                                    |                                                   |
| 1937–38   | Wiener AC                                         | 1–0                                               | Wiener Sport-Club                                 | Wiener Stadion, Viena                                    |                                                   |
| 1939–1945 | Clubes Austríacos envolvidos na Copa da Alemanha. | Clubes Austríacos envolvidos na Copa da Alemanha. | Clubes Austríacos envolvidos na Copa da Alemanha. | Clubes Austríacos envolvidos na Copa da Alemanha.        | Clubes Austríacos envolvidos na Copa da Alemanha. |
| 1945–46   | SK Rapid Viena                                    | 2–1                                               | First Vienna FC                                   | Wiener Stadion, Viena                                    |                                                   |
| 1946–47   | Wacker Viena                                      | 4–3                                               | Austria Viena                                     | Wiener Stadion, Viena                                    |                                                   |
| 1947–48   | Austria Viena                                     | 2–0                                               | SK Sturm Graz                                     | Wiener Stadion, Viena                                    |                                                   |
| 1948–49   | Austria Viena                                     | 5–2                                               | SK Vorwärts Steyr                                 | Wiener Stadion, Viena                                    |                                                   |
|           | Não disputada.                                    |                                                   |                                                   |                                                          |                                                   |
| 1958–59   | Wiener AC                                         | 2–0                                               | SK Rapid Viena                                    | Prater, Viena                                            |                                                   |
| 1959–60   | Austria Viena                                     | 4–2                                               | SK Rapid Viena                                    | Prater, Viena                                            |                                                   |
| 1960–61   | SK Rapid Viena                                    | 3–1                                               | First Vienna FC                                   | Prater, Viena                                            |                                                   |
| 1961–62   | Austria Viena                                     | 4–1                                               | Grazer AK                                         | Prater, Viena                                            |                                                   |
| 1962–63   | Austria Viena                                     | 1–0                                               | LASK Linz                                         | Prater, Viena                                            |                                                   |
| 1963–64   | Admira Viena                                      | 1–0                                               | Austria Viena                                     | Prater, Viena                                            |                                                   |
| 1964–65   | LASK Linz                                         | 1–0 1–1                                           | 1. Wiener Neustädter SC                           | Stadion Wiener Neustadt Linzer Stadion                   |                                                   |
| 1965–66   | Admira Viena                                      | 1–0                                               | SK Rapid Viena                                    | Prater, Viena                                            |                                                   |
| 1966–67   | Austria Viena                                     | 1–2 1–0                                           | LASK Linz                                         | Linzer Stadion Hohe Warte Stadion, Viena                 |                                                   |
| 1967–68   | SK Rapid Viena                                    | 2–0                                               | Grazer AK                                         | Prater, Viena                                            |                                                   |
| 1968–69   | SK Rapid Viena                                    | 2–1                                               | Wiener Sport-Club                                 | Prater, Viena                                            |                                                   |
| 1969–70   | FC Wacker Innsbruck                               | 1–0                                               | LASK Linz                                         | Bundesstadion Südstadt                                   |                                                   |
| 1970–71   | Austria Viena                                     | 2–1                                               | SK Rapid Viena                                    | Prater, Viena                                            |                                                   |
| 1971–72   | SK Rapid Viena                                    | 1–2 3–1                                           | Wiener Sport-Club                                 | Wiener Sportclub–Platz Pfarrwiese                        |                                                   |
| 1972–73   | FC Wacker Innsbruck                               | 1–0 1–2                                           | SK Rapid Viena                                    | Estádio Tivoli, Innsbruck Prater, Viena                  |                                                   |
| 1973–74   | Austria Viena                                     | 2–1 1–1                                           | SV Austria Salzburg                               | Prater, Viena Stadion Lehen, Salzburg                    |                                                   |
| 1974–75   | FC Wacker Innsbruck                               | 3–0 0–2                                           | SK Sturm Graz                                     | Estádio Tivoli, Innsbruck Liebenauer Stadion, Graz       |                                                   |
| 1975–76   | SK Rapid Viena                                    | 1–2 1–0                                           | FC Wacker Innsbruck                               | Estádio Tivoli, Innsbruck Prater, Viena                  |                                                   |
| 1976–77   | Austria Viena                                     | 1–0 3–0                                           | Wiener Sport-Club                                 | Wiener Sportclub–Platz Estádio Gerhard Hanappi, Viena    |                                                   |
| 1977–78   | FC Wacker Innsbruck                               | 1–1 2–1                                           | SK Vöest Linz                                     | Linzer Stadion, Linz Estádio Tivoli, Innsbruck           |                                                   |
| 1978–79   | FC Wacker Innsbruck                               | 1–0 1–1                                           | Admira Wacker                                     | Estádio Tivoli, Innsbruck Bundesstadion Südstadt         |                                                   |
| 1979–80   | Austria Viena                                     | 0–1 2–0                                           | SV Austria Salzburg                               | Stadion Lehen, Salzburg Prater, Viena                    |                                                   |
| 1980–81   | Grazer AK                                         | 0–1 2–0                                           | SV Austria Salzburg                               | Stadion Lehen, Salzburg Liebenauer Stadion, Graz         |                                                   |
| 1981–82   | Austria Viena                                     | 1–0 3–1                                           | FC Wacker Innsbruck                               | Estádio Tivoli, Innsbruck Franz–Horr–Stadion             |                                                   |
| 1982–83   | SK Rapid Viena                                    | 3–0 5–0                                           | FC Wacker Innsbruck                               | Estádio Gerhard Hanappi, Viena Estádio Tivoli, Innsbruck |                                                   |
| 1983–84   | SK Rapid Viena                                    | 1–3 2–0                                           | FK Austria Viena                                  | Prater, Viena Estádio Gerhard Hanappi, Viena             |                                                   |
| 1984–85   | SK Rapid Viena                                    | 3–3 (6–5 pen.)                                    | FK Austria Viena                                  | Estádio Gerhard Hanappi, Viena                           |                                                   |
| 1985–86   | Austria Viena                                     | 6–4                                               | SK Rapid Viena                                    | Estádio Gerhard Hanappi, Viena                           |                                                   |
| 1986–87   | SK Rapid Viena                                    | 2–0 2–2                                           | FC Swarovski Tirol                                | Estádio Gerhard Hanappi, Viena Estádio Tivoli, Innsbruck |                                                   |
| 1987–88   | Kremser SC                                        | 2–0 1–3                                           | FC Swarovski Tirol                                | Kremser Stadion Estádio Tivoli, Innsbruck                |                                                   |
| 1988–89   | FC Swarovski Tirol                                | 0–2 6–2                                           | Admira Wacker                                     | Bundesstadion Südstadt Estádio Tivoli, Innsbruck         |                                                   |
| 1989–90   | Austria Viena                                     | 1–1 (3–1 pen.)                                    | SK Rapid Viena                                    | Prater, Viena                                            |                                                   |
| 1990–91   | SV Stockerau                                      | 2–1                                               | SK Rapid Viena                                    | Prater, Viena                                            |                                                   |
| 1991–92   | Austria Viena                                     | 1–0                                               | Admira Wacker                                     | Prater, Viena                                            |                                                   |
| 1992–93   | FC Wacker Innsbruck                               | 3–1                                               | SK Rapid Viena                                    | Ernst Happel, Viena                                      |                                                   |
| 1993–94   | Austria Viena                                     | 4–0                                               | FC Linz                                           | Ernst Happel, Viena                                      |                                                   |
| 1994–95   | SK Rapid Viena                                    | 1–0                                               | DSV Leoben                                        | Ernst Happel, Viena                                      |                                                   |
| 1995–96   | SK Sturm Graz                                     | 3–1                                               | Admira Wacker                                     | Ernst Happel, Viena                                      |                                                   |
| 1996–97   | SK Sturm Graz                                     | 2–1                                               | First Vienna FC                                   | Ernst Happel, Viena                                      |                                                   |
| 1997–98   | SV Ried                                           | 3–1                                               | SK Sturm Graz                                     | Estádio Gerhard Hanappi, Viena                           |                                                   |
| 1998–99   | SK Sturm Graz                                     | 1–1 (5–3 pen.)                                    | LASK Linz                                         | Ernst Happel, Viena                                      |                                                   |
| 1999–00   | Grazer AK                                         | 2–2 (6–5 pen.)                                    | SV Austria Salzburg                               | Ernst Happel, Viena                                      |                                                   |
| 2000–01   | FC Kärnten                                        | 1–1 (2–1 pen.)                                    | FC Tirol Innsbruck                                | Ernst Happel, Viena                                      |                                                   |
| 2001–02   | Grazer AK                                         | 3–2                                               | SK Sturm Graz                                     | Estádio Arnold Schwarzenegger, Graz                      |                                                   |
| 2002–03   | Austria Viena                                     | 3–0                                               | FC Kärnten                                        | Estádio Arnold Schwarzenegger, Graz                      |                                                   |
| 2003–04   | Grazer AK                                         | 3–3 (8–7 pen.)                                    | Austria Viena                                     | EM Stadion Wals–Siezenheim, Salzburg                     |                                                   |
| 2004–05   | Austria Viena                                     | 3–1                                               | SK Rapid Viena                                    | Ernst Happel, Viena                                      |                                                   |
| 2005–06   | Austria Viena                                     | 3–0                                               | SV Mattersburg                                    | Ernst Happel, Viena                                      |                                                   |
| 2006–07   | Austria Viena                                     | 2–1                                               | SV Mattersburg                                    | Estádio Gerhard Hanappi, Viena                           |                                                   |
| 2007–08   | SV Horn                                           | 2–1                                               | SV Feldkirchen                                    | (Somente clubes amadores)                                |                                                   |
| 2008–09   | Austria Viena                                     | 1–1 (3–1 pen.)                                    | Admira Wacker                                     | Pappelstadion, Mattersburg                               |                                                   |
| 2009–10   | SK Sturm Graz                                     | 1–0                                               | SC Wiener Neustadt                                | Wörthersee Stadion, Klagenfurt                           |                                                   |
| 2010–11   | SV Ried                                           | 2–0                                               | SC Austria Lustenau                               | Ernst Happel, Viena                                      |                                                   |
| 2011–12   | FC Red Bull Salzburg                              | 3–0                                               | SV Ried                                           | Ernst Happel, Viena                                      |                                                   |
| 2012–13   | FC Pasching                                       | 1–0                                               | Austria Viena                                     | Ernst Happel, Viena                                      |                                                   |
| 2013–14   | FC Red Bull Salzburg                              | 4–2                                               | SKN St. Pölten                                    | Wörthersee Stadion, Klagenfurt                           |                                                   |
| 2014–15   | FC Red Bull Salzburg                              | 2–0 (pro)                                         | Austria Viena                                     | Wörthersee Stadion Klagenfurt                            |                                                   |
| 2015–16   | FC Red Bull Salzburg                              | 5–0                                               | Admira Wacker                                     | Wörthersee Stadion, Klagenfurt                           |                                                   |
| 2016–17   | FC Red Bull Salzburg                              | 2–1                                               | Rapid Viena                                       | Wörthersee Stadion, Klagenfurt                           |                                                   |
| 2017–18   | SK Sturm Graz                                     | 1–0 (pro)                                         | FC Red Bull Salzburg                              | Wörthersee Stadion, Klagenfurt                           |                                                   |
| 2018–19   | FC Red Bull Salzburg                              | 2–0                                               | Rapid Viena                                       | Wörthersee Stadion, Klagenfurt                           |                                                   |
| 2019–20   | FC Red Bull Salzburg                              | 5–0                                               | SC Austria Lustenau                               | Wörthersee Stadion, Klagenfurt                           |                                                   |
| 2020–21   | FC Red Bull Salzburg                              | 3–0                                               | LASK Linz                                         | Wörthersee Stadion, Klagenfurt                           |                                                   |
| 2021–22   | FC Red Bull Salzburg                              | 5–0                                               | SV Ried                                           | Wörthersee Stadion, Klagenfurt                           |                                                   |
| 2022–23   | SK Sturm Graz                                     | 2–0                                               | SK Rapid Viena                                    | Wörthersee Stadion, Klagenfurt                           |                                                   |
| 2023–24   | SK Sturm Graz                                     | 2–1                                               | SK Rapid Viena                                    | Wörthersee Stadion, Klagenfurt                           |                                                   |
| 2024–25   | Wolfsberger                                       | 1–0                                               | Hartberg                                          | Wörthersee Stadion, Klagenfurt                           |                                                   |